# Planisfero (affresco)
Il Planisfero è un affresco proveniente da Villa San Marco, rinvenuto durante gli scavi archeologici dell'antica città di Stabiae, l'odierna Castellammare di Stabia e conservato al Museo archeologico di Stabia Libero D'Orsi.

## Storia e descrizione
L'affresco è stato realizzato durante l'età flavia, quindi nella prima metà del I secolo ed era dipinto sotto il soffitto del portico che circondava il secondo peristilio di Villa San Marco: fu rinvenuto sotto forma di frammenti nel 1952, a seguito degli scavi archeologici promossi da Libero D'Orsi e quindi restaurato e conservato nell'Antiquarium stabiano e poi al Museo archeologico di Stabia Libero D'Orsi.
L'affresco raffigura un globo su di un fondo scuro ed al suo interno due sfere che si intersecano negli assi: tali sfere sono mosse da due figure femminili, la Primavera e l'Autunno, aiutate da alcuni amorini. La mancanza di buona metà della raffigurazione ne ha reso difficile l'interpretazione: tuttavia quella maggiormente sostenuta è che si tratti della sfera armillare, dove le sfere rappresentano l'equatore ed un meridiano, spostati dalla personificazione delle stagioni; tutta l'opera è circondata da una cornice rossa con decorazione gialle.